# Fizikai Wolf-díj
A fizikai Wolf-díj egyike az évente kiosztott Wolf-díjaknak.

## A díjazottak
- 2024 Martin Rees
- 2023 Nem ítélték oda
- 2022 Anne L’Huillier, Paul Corkum, Krausz Ferenc
- 2021 Giorgio Parisi
- 2020 Rafi Bistritzer, Pablo Jarillo-Herrero, Allan H. MacDonald
- 2019 Nem ítélték oda
- 2018 Charles H. Bennett, Gilles Brassard
- 2017 Michel Mayor, Didier Queloz
- 2016 Yoseph Imry
- 2015 James D. Bjorken, Robert P. Kirshner
- 2014 Nem ítélték oda
- 2013 Peter Zoller, Ignacio Cirac
- 2012 Jacob Bekenstein
- 2011 Maximilian Haider, Harald Rose, Knut Urban
- 2010 John Clauser, Alain Aspect, Anton Zeilinger
- 2009 Nem ítélték oda
- 2008 Nem ítélték oda
- 2006/7 Albert Fert, Peter Grünberg
- 2005 Daniel Kleppner
- 2004 Robert Brout, François Englert, Peter Higgs
- 2002/3 Bertrand Halperin, Anthony Leggett
- 2001 Nem ítélték oda
- 2000 Raymond Davis, Jr., Kosiba Maszatosi
- 1999 Daniel Shechtman
- 1998 Yakir Aharonov, Michael Berry
- 1997 John Wheeler
- 1995/6 Nem ítélték oda
- 1994/5 Vitalij Ginzburg, Nambu Joicsiro
- 1993 Benoît Mandelbrot
- 1992 Joseph Hooton Taylor
- 1991 Maurice Goldhaber, Valentine Telegdi
- 1990 Pierre-Gilles de Gennes, David Thouless
- 1989 Nem ítélték oda
- 1988 Roger Penrose, Stephen Hawking
- 1987 Herbert Friedman, Bruno Rossi, Riccardo Giacconi
- 1986 Mitchell Feigenbaum, Albert Libchaber
- 1984/5 Conyers Herring, Philippe Nozières
- 1983/4 Erwin Hahn, Peter Hirsch, Theodore Maiman
- 1982 Leon Lederman, Martin Perl
- 1981 Freeman Dyson, Gerardus ’t Hooft, Victor Weisskopf
- 1980 Michael Fisher, Leo Kadanoff, Kenneth Wilson
- 1979 George Uhlenbeck, Giuseppe Occhialini
- 1978 Chien-Shiung Wu